# Enamorada (telenovela de 1986)
Enamorada es una telenovela venezolana producida y emitida por Venevisión en 1986. Fue protagonizada por actriz puertorriqueña Sully Díaz y Carlos Olivier, con las participaciones antagónicas de Cristina Reyes, Manuel Escolano, y el primer actor Francisco Ferrari.

## Argumento
Un hombre envidioso y maligno de nombre Ramiro Fernández (Francisco Ferrari) destruye por completo a la familia Roldán, muy rica, para quedarse con todas sus propiedades. Consigue además separar a Leonardo Roldán (Raúl Xiques) y a Laura Acevedo (Liliana Durán), quienes se amaban intensamente. Ramiro conseguirá casarse con Laura quien no lo quiere, y que tendrá en secreto una hija que entregara para salvar las apariencias y que terminara siendo criada por Ana Luisa (Eva Moreno), una amargada mujer. En agradecimiento Leonardo se casa con ella pero nunca llega a amarla. 25 años después la hija de Laura y Ramiro va a casarse con un joven y talentoso ingeniero, Daniel Istúriz (Carlos Olivier), a quien ama apasionadamente.
Mariana (Sully Díaz), la hija secreta de Laura Acevedo, conoce a Daniel y se despierta inmediatamente un amor inmenso y total, pero por presiones y prejuicios sociales deben separarse y el matrimonio ya pactado se realiza. la vida de Laura también es un infierno pues vive arrepentida de haber entregado a su hija de quien nunca volvió a saber. Leonardo por su parte, lucha por recuperar la fortuna de su familia y ejercer la justa venganza en contra de quienes les destruyeron y lo hicieron infeliz.

## Elenco
- Sully Díaz ... Mariana Roldán
- Carlos Olivier ... Daniel Istúriz
- Eva Moreno ... Ana Luisa de Roldán
- Ruddy Rodríguez ... Maggy Roldán
- Cristina Reyes ... Antonieta Fernandez
- Liliana Durán ... Laura Acevedo de Fernandez
- Raúl Xiques ... Leonardo Roldán
- Francisco Ferrari ... Ramiro Fernández
- Angélica Arenas
- Manuel Escolano
- Luchi Neri
- Ernesto Balzi
- Lolita Álvarez
- Yalitza Hernández